# Artur Schlesinger

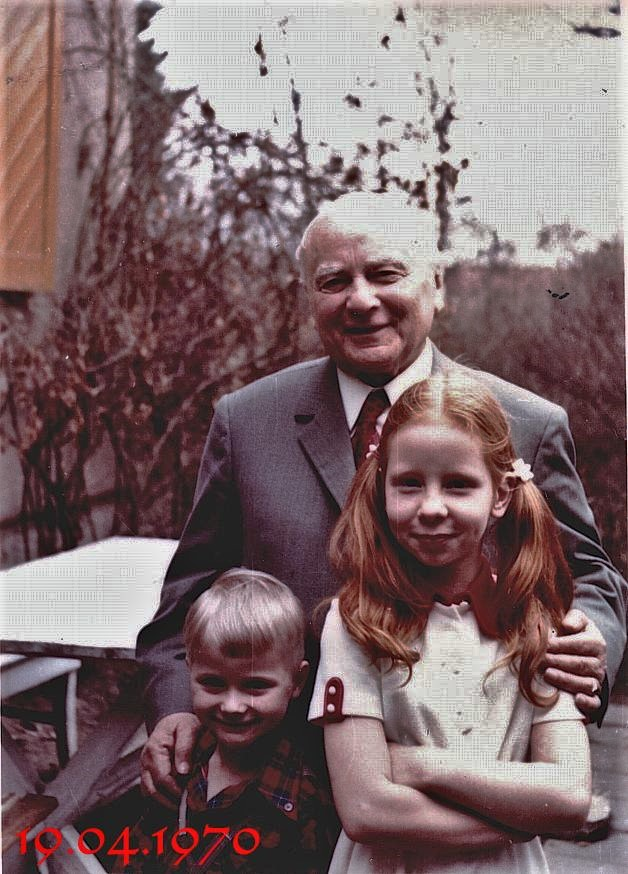
Artur Schlesinger mit seinen Enkeln Alexander und Patricia (1970)

Artur Schlesinger (* 18. April 1890 in Zittau; † 28. März 1981 in Görlitz) war ein deutscher Politiker der DDR-Blockpartei LDPD und Automobilrennfahrer. Er war 1949 bis 1952 Abgeordneter des Sächsischen Landtages, 1950 bis 1958 Mitglied der Volkskammer sowie 1951 bis 1952 sächsischer Minister für Gesundheitswesen.

## Biographie
Schlesinger absolvierte zunächst eine Ausbildung zum Feinmechaniker und bis 1913 die zum Kraftfahrzeugingenieur. Von 1914 bis 1918 war er als Soldat Teilnehmer am Ersten Weltkrieg. In den 1920er bis in die 1930er Jahre war Schlesinger Vertreter der Adlerwerke mit Automobilsalon in Görlitz. Als Rennfahrer gewann er in dieser Zeit bei über 20 Autorennen, so zum Beispiel 1924 das Bergrennen in Zobten bei Breslau.
Schlesinger war jüdischer Abstammung. 1932 heiratete er die Unternehmertochter Margarete Lehmann. Diese „Mischehe“ rettete ihn als „Halbjuden“ über die Judenverfolgung des Dritten Reiches und die Nürnberger Rassengesetze. Seine Mutter Rieke dagegen kam 1942 im Konzentrationslager Theresienstadt ums Leben. 1944 schloss Schlesinger sich einer Widerstandsgruppe an. Mit seinen Kampfgefährten war er an der Übergabe von Görlitz an die Rote Armee beteiligt und konnte somit die Zerstörung der Stadt mit verhindern.
Nach dem Krieg ging Schlesinger in die Politik, war aber auch als Kfz-Unfallsachverständiger tätig. Er war Mitbegründer der Görlitzer LDPD und leitete ab 1949 die „Hauptabteilung Verkehr“ im sächsischen Landesministerium für Industrie und Verkehr. Von 1949 bis 1952 gehörte er dem Sächsischen Landtag an. Als Nachfolger seines Parteikollegen Walter Thürmer war Schlesinger vom September 1951 bis zum Juli 1952 sächsischer Gesundheitsminister im zweiten Kabinett von Ministerpräsident Max Seydewitz (SED). Nach der Auflösung der Länder und Bildung der Bezirke in der DDR wurde er im August 1952 Abgeordneter des Bezirkstages Dresden und stellvertretender Vorsitzender des Rates des Bezirkes. Danach war er Vizepräsident der 1954 wieder gegründeten Industrie- und Handelskammer in Berlin. Als Abgeordneter der LDPD gehörte er ab 1949 dem 2. Volksrat der SBZ und von 1949 bis 1958 der Volkskammer der DDR an. 1954 bis 1958 war er Berliner Vertreter in der Volkskammer. Er erhielt 1980 die Ehrenspange zum Vaterländischen Verdienstorden in Gold.
Artur Schlesinger ist Vater von Jochen Schlesinger und Peter Schlesinger, der in die Bundesrepublik Deutschland flüchtete, sowie der Großvater der Journalistin Patricia Schlesinger.